# Иванов, Дмитрий Георгиевич
Дми́трий Гео́ргиевич Ивано́в (19 марта 1938 — 25 июня 2017) — советский и российский писатель, сценарист, музыкальный продюсер.

## Биография
Родился 19 марта 1938 года в Архангельске в семье театрального художника и актрисы. Среднюю школу окончил в Новокузнецке. В 1955 году поступил на сценарный факультет Всесоюзного государственного института кинематографии. В 1958 году был исключён из комсомола и отчислен из института за участие в капустнике с пародиями на историко-революционные фильмы. Работал слесарем на Куйбышевском кабельном заводе. В 1964 году окончил заочное отделение сценарного факультета ВГИКа, работая редактором на Всесоюзном радио.
Один из создателей популярной в СССР музыкально-развлекательной радиопередачи «С добрым утром!», где в числе других артистов состоялся дебют шестнадцатилетней Аллы Пугачевой.
Сценарист, автор рассказов и сатирических повестей, опубликованных в «Литературной газете»; режиссёр и ведущий телевизионных передач. Обладатель премии «Золотой телёнок» «Литературной газеты» (1972, 1978).
Более 30 лет писал в в тандеме с Владимиром Трифоновым.

## Фильмография

### Сценарист
| Год  | Фильм                                                             | Страна     | Язык    | Награды | Примечание |
| ---- | ----------------------------------------------------------------- | ---------- | ------- | ------- | --- |
| 1964 | Эстрадная фантазия                                                | СССР       | Русский |         | В соавторстве с Владимиром Трифоновым                                                                                 |
| 1966 | Красное, синее, зелёное                                           | СССР       | Русский |         | В соавторстве с Владимиром Трифоновым                                                                                 |
| 1964 | Москва в нотах                                                    | СССР, ФРГ  | Русский |         | В соавторстве с Владимиром Трифоновым и Хайнцем Лизендалем                                                            |
| 1973 | Эта весёлая планета                                               | СССР       | Русский |         | В соавторстве с Владимиром Трифоновым и Юрием Сааковым. Также пел за Савелия Крамарова в «Песне о вечном движении»    |
| 1978 | Здравствуй, река                                                  | СССР       | Русский |         | В соавторстве с Владимиром Трифоновым. Авторы сценария в фильме выступают под псевдонимами Д. Юрин и Виталий Татьянин |
| 1980 | Гражданин Лёшка                                                   | СССР       | Русский |         | В соавторстве с Владимиром Трифоновым                                                                                 |
| 1982 | В старых ритмах                                                   | СССР       | Русский |         | В соавторстве с Владимиром Трифоновым                                                                                 |
| 1983 | Как прогулял Стеблов (фильм-спектакль)                            | СССР       | Русский |         | В соавторстве с Владимиром Трифоновым                                                                                 |
| 1984 | Мой избранник                                                     | СССР       | Русский |         | В соавторстве с Владимиром Трифоновым                                                                                 |
| 1987 | Акселератка                                                       | СССР       | Русский |         | В соавторстве с Владимиром Трифоновым                                                                                 |
| 1992 | Волшебная ночь с полицейским                                      |            | Русский |         | |
| 1992 | Полёт ночной бабочки                                              | Белоруссия | Русский |         | В соавторстве с Владимиром Трифоновым                                                                                 |
| 1992 | Уик-энд с убийцей                                                 | Белоруссия | Русский |         | В соавторстве с Владимиром Трифоновым                                                                                 |
| 1993 | Чёртовы куклы                                                     | Белоруссия | Русский |         | В соавторстве с Владимиром Трифоновым                                                                                 |
| 2004 | Игры взрослых девочек                                             | Украина    | Русский |         | |
| 2004 | Опера. Хроники убойного отдела. Фильм 5. Последний роман королевы | Россия     | Русский |         | |
| 2005 | Примадонна                                                        | Россия     | Русский |         | |
| 2006 | Мёртвый, живой, опасный                                           | Украина    | Русский |         | В соавторстве с Мариной Медниковой                                                                                    |
| 2007 | Подруга банкира                                                   | Россия     | Русский |         | В соавторстве с Исааком Фридбергом Последняя работа в кино                                                            |

### Прочие работы
| Год  | Фильм                                 | Страна | Роль Трифонова                                                  |
| ---- | ------------------------------------- | ------ | --------------------------------------------------------------- |
| 1969 | 13 поручений                          | СССР   | Актёр (роль чистильщика обуви)                                  |
| 1973 | Эта весёлая планета                   | СССР   | Вокал (озвучивал Савелия Крамарова в «Песне о вечном движении») |
| 1996 | Бродвей нашей юности (документальный) | Россия | Участие                                                         |